# Estuario del Shannon

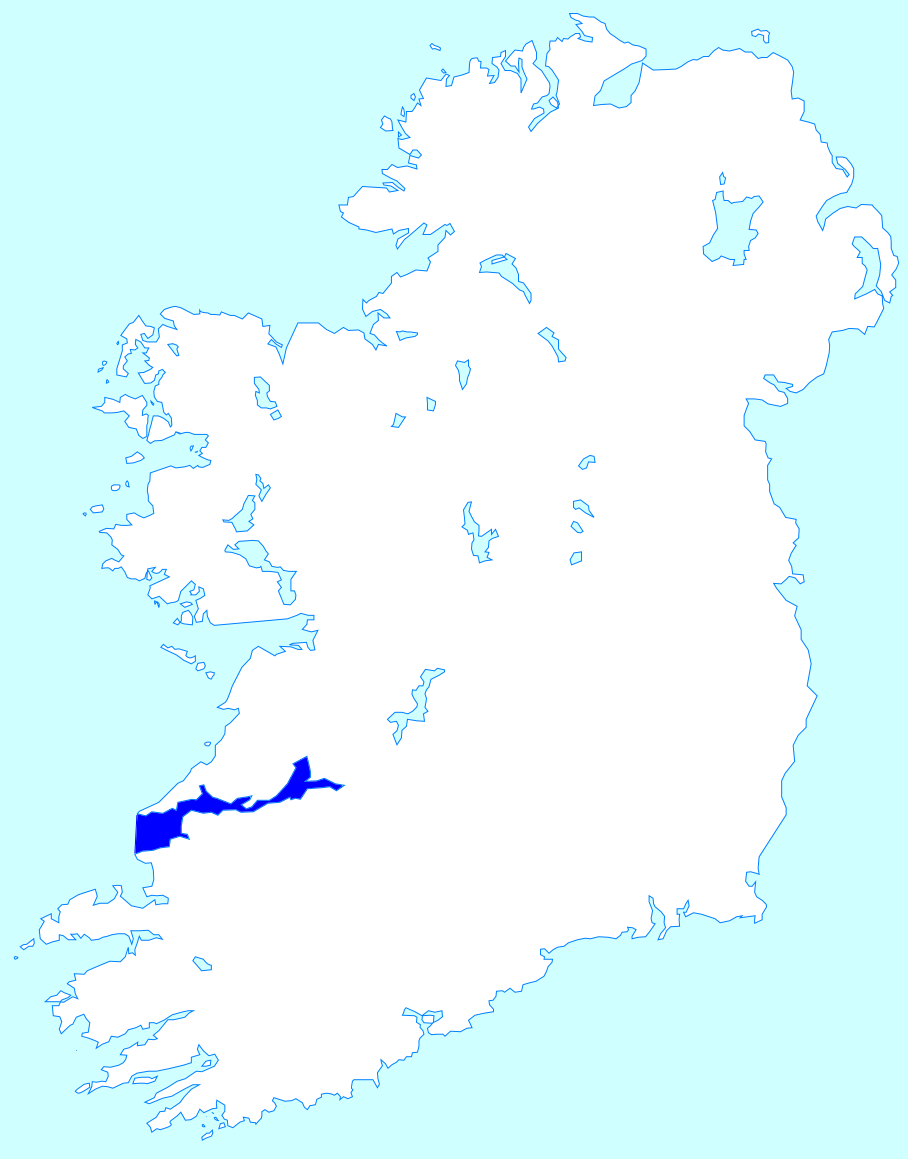
Ubicación del estuario del Shannon en Irlanda

El estuario del Shannon  (en irlandés: Inbhear na Sionainne) es un gran estuario donde el río Shannon desemboca en el Océano Atlántico.  La ciudad de Limerick se encuentra en su comienzo y sus límites hacia el mar están marcados por el cabo Loop  al norte y el cabo Kerry al sur. El estuario define el límite principal entre el Condado de Kerry/County Limerick al sur y el Condado de Clare al norte.
La longitud del estuario del Shannon es de 97 kilómetros (60 millas). El Shannon tiene una carrera de marea alta, hasta alrededor de 5.44 m (17.8 pies) en los muelles de Limerick, de modo que el estuario se ha tenido en cuenta para el aprovechamiento de la energía mareomotriz, a pesar de experimentar ocasionalmente una ola de marea.

## Hidroaviones
A finales de la década de 1930, el tráfico aéreo transatlántico estaba dominado por hidroaviones, y una terminal de estos aparatos se encontraba en Foynes, en la orilla sur del estuario del Shannon. Sin embargo, el posterior desarrollo de la tecnología aeronáutica supuso que el tráfico de aviones se trasladara a una pista permanente y un aeropuerto.
En 1936, el gobierno de Irlanda confirmó que habilitaría un espacio de 3,1 km² en Rineanna para el primer aeropuerto transatlántico del país. El terreno en el que se iba a construir el aeropuerto era pantanoso, y el 8 de octubre de 1936 se comenzó a drenar las tierras. En 1942 se había establecido un aeropuerto de servicio y se llamó Aeropuerto de Shannon. A partir de entonces, los pasajeros fueron trasladados de los barcos voladores en Foynes a los aviones terrestres emplazados en el aeropuerto de Shannon. Hacia 1945 las pistas existentes en Shannon se ampliaron para permitir que aterrizaran vuelos transatlánticos, lo que hizo que ya no se necesitase la terminal de Foynes.

## Puerto
La autoridad portuaria para todo el estuario es la Shannon Foynes Port Company. Posee instalaciones en Foynes Dock, Limerick City y en el embarcadero del aeropuerto. Proporciona servicios marítimos, incluyendo pilotaje y remolque a instalaciones privadas en Moneypoint, Tarbert Island y Aughinish. La historia marítima del estuario está catalogada y expuesta en exposiciones en la Sección Marítima del Museo de Foynes.

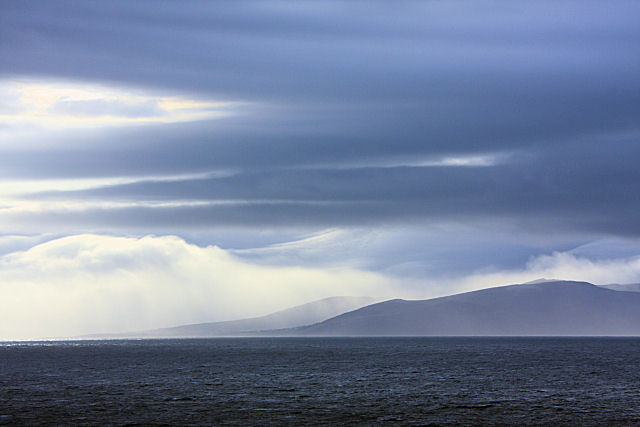
Estuario de Shannon y costa de Kerry desde Loop Head, Condado de Clare.

## Explotación sostenible
El estuario de Shannon es un activo inmensamente importante y uno de los recursos naturales más valiosos de Irlanda y de la Región Centro-Oeste en particular. Los terrenos marginales y el espacio marino proporcionan espacio y ubicación para el desarrollo, actividades y oportunidades para progresar en los ámbitos económico, social y el crecimiento ambiental en la Región. Las iniciativas recientes, como el Plan Estratégico Integrado (SIFP) para el Estuario de Shannon 2013-2020, tienen como objetivo proporcionar un plan marco intercomunitario de base terrestre y marina para guiar el desarrollo y la gestión futura del estuario de Shannon. Fue comisionado en 2011 por el Consejo del Condado de Clare, el Consejo del Condado de Kerry, la Ciudad de Limerick y los Consejos del Condado, Shannon Development y la Shannon Foynes Port Company. El proyecto está siendo supervisado por un grupo directivo multiagencias integrado por los anteriores y otros partícipes con interés en el Estuario.

## Biología
Zoología: En el estuario han sido vistos delfines nariz de botella  (Tursiops truncatus) (Montagu 1821).

## Pesca
Está en vigor en el río Shannon un proyecto de  estudio de la anguila como parte de un programa de gestión promovido sobre este pez después del descubrimiento de la reducción de número de anguilas en el río Shannon. La actuación asegura el paso de las anguilas jóvenes entre el puente de Killaloe y el estuario de Shannon.
Aunque la industria de pesquera del estuario de Shannon ha disminuido mucho, en una época proporcionó trabajo a centenares de personas a lo largo de sus costas. En Limerick, los pescadores utilizaban un barco de pesca llamado gandelow para pescar el salmón. En la década de 1920 la construcción de una presa en Ardnacrusha afectó severamente a la cría de salmón y la introducción de cuotas, causó para los años 50 el cese de la pesca industrial del salmón. Sin embargo, la pesca recreativa continúa aún. Más adelante en el estuario de Kilrush se utilizaba un barco ligero llamado currach para capturar arenques, así como redes de deriva para el salmón.